# STS-5
STS-5 est la 5e mission de la navette spatiale Columbia. C'est la première fois qu'un véhicule spatial met en orbite un équipage de quatre personnes.

## Équipage
- Commandant : Vance D. Brand (2)  États-Unis
- Pilote : Robert F. Overmyer (1)  États-Unis
- Spécialiste de mission 1 : Joseph P. Allen (1)  États-Unis
- Spécialiste de mission 2 : William B. Lenoir (1)  États-Unis

Le chiffre entre parenthèses indique le nombre de vols spatiaux effectués par l'astronaute au moment de la mission.

## Back-up
- Entrée CAPCOM : Roy D. Bridges (0)  États-Unis
- Commandant : Michael L. Coats (0)  États-Unis
- Pilote : Richard O. Covey (0)  États-Unis
- Spécialiste de mission 1 : Bryan O'Connor (0)  États-Unis
- Spécialiste de mission 2 : Jon McBride (0)  États-Unis
- Montée CAPCOM : Robert L. Stewart (0)  États-Unis

## Objectifs
Premier vol opérationnel de la navette spatiale, l'objectif principal était de déployer deux satellites commerciaux et une charge scientifique.

## Déroulement du vol

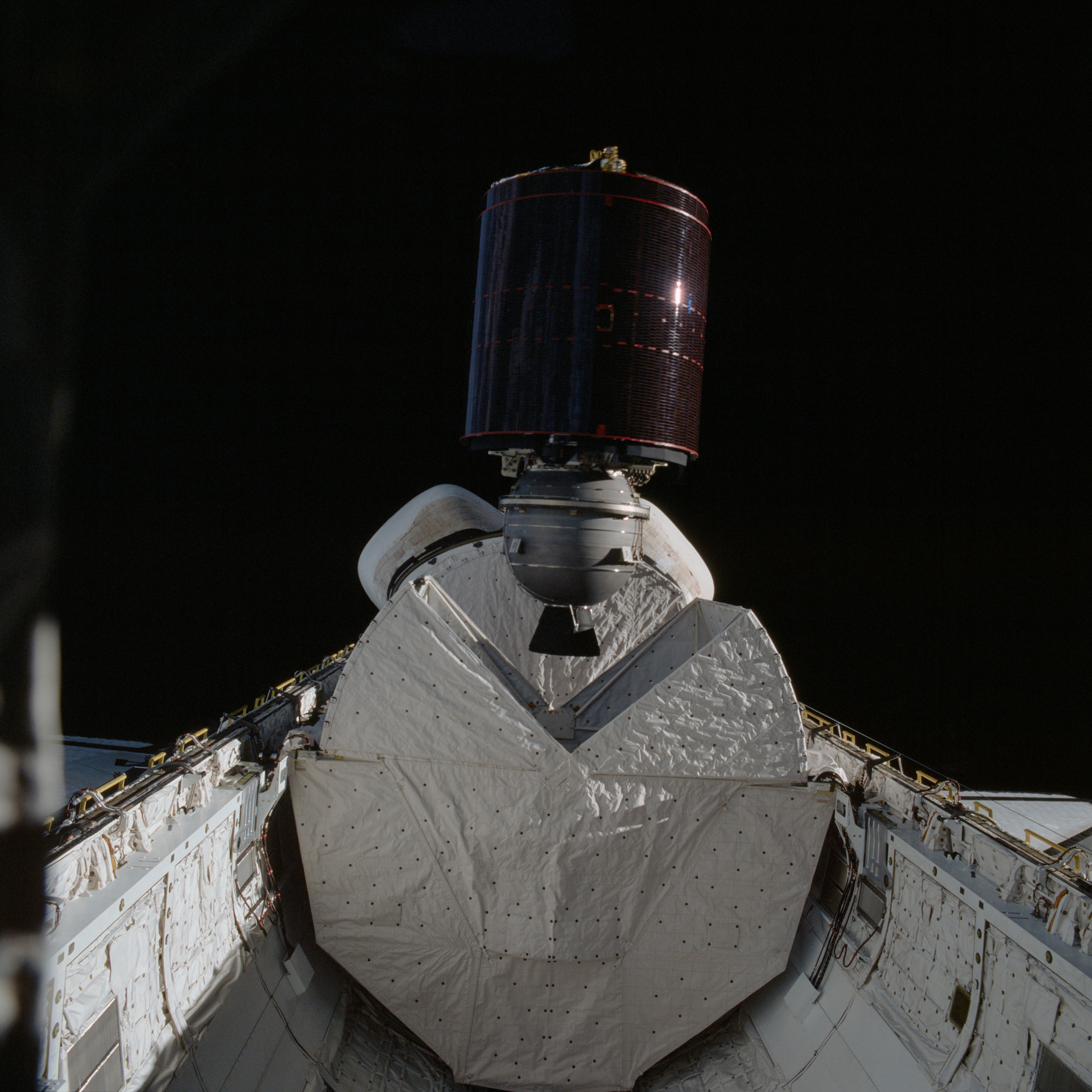
Satellite SBS-3 avec étage PAM-D

STS-5 a été lancée du centre spatial Kennedy (KSC) à 7 h 19 EST le 11 novembre 1982. La navette a transporté un équipage de quatre personnes - le plus grand équipage du vaisseau spatial jusqu'à ce moment-là - et les deux premiers satellites commerciaux de télécommunications à voler à bord une navette.
Les satellites commerciaux ont été déployés avec succès et ont ensuite été propulsés sur leur orbite géosynchrone opérationnelle par leur moteur d'apogée McDonnell Douglas PAM-D. Les deux satellites étaient SBS 3, propriété de Satellite Business Systems, et Anik C3, propriété de Télésat Canada, deux satellites de série Hughes HS-376. En outre, la charge utile de STS-5 comportait également un bac d'expérience GAS (Getaway Special) de microgravité parrainé par l'Allemagne de l'Ouest. L'équipage a également mené trois expériences conçues par des élèves pendant le vol.
Lenoir et Allen devaient effectuer une sortie extravéhiculaire (EVA), la première du programme de la navette, pour tester les combinaisons spatiales nouvellement développées. Celles-ci ont été développées comme alternatives moins chères et moins complexes que celles du programme Apollo. Le test a été retardé d'un jour car Lenoir a succombé au mal des transports. Puis un régulateur d'oxygène fonctionnant mal dans le scaphandre de Lenoir et un ventilateur de recirculation cassé dans celui d'Allen les ont obligés à annuler complètement l'EVA. C'était la première fois dans l'histoire du programme spatial qu'une EVA avait été annulée en raison de problèmes de combinaison spatiale.
Columbia a atterri sur la piste 22 de la Edwards Air Force Base le 16 novembre 1982, à 6 h 33 PST, après avoir parcouru 81 orbites lors d'une mission qui a duré 5 jours, 2 heures, 14 minutes et 26 secondes. Columbia est retournée au KSC le 22 novembre 1982. STS-5 a été le premier vol de navette dans lequel l'équipage n'a pas porté de combinaisons pressurisés lors des phases de lancement, de rentrée et d'atterrissage, tout comme lors des missions soviétiques Voskhod et Soyouz avant la malheureuse mission Soyouz 11 en 1971.

## Paramètres de la mission
- Masse :
  - Navette au décollage : 112 088 kg
  - Navette à l'atterrissage : 91 841 kg
  - Chargement : 14 551 kg
- Périgée : 294 km
- Apogée : 317 km
- Inclinaison : 28,5°
- Période : 90,5 min